# Pierre Délèze
Pierre Délèze (Nendaz, 25 agosto 1958) è un ex mezzofondista svizzero.

## Biografia
Ha partecipato a tre olimpiadi: Mosca 1980 (sui 1500 m), Los Angeles 1984 (sui 1500 m) e Seoul 1988 (sui 5000 m), non riuscendo mai a superare la prima batteria.
Ha raggiunto la finale del mondiale di atletica per tre volte, di cui una indoor: ad Helsinki 1983 fu 6º nei 1500 m, a Roma 1987 fu 4º sui 5000 m, a Parigi 1985 fu 10º sui 3000 m indoor. Vanta anche un 4º posto nella gara juniores del mondiale di corsa campestre di Düsseldorf 1977.

## Altre competizioni internazionali
1978
- 7º al Memorial Van Damme ( Bruxelles), 1500 m piani - 3'39"82
- 6º all'Athletissima ( Losanna), 1500 m piani - 3'40"70

1979
- 5º all'Athletissima ( Losanna), 1500 m piani - 3'38"31

1980
- 4º all'Athletissima ( Losanna), 3000 m piani - 7'44"08

1981
- Bronzo all'Athletissima ( Losanna), miglio - 3'51"77

1982
- 7º all'Athletissima ( Losanna), 5000 m piani - 13'28"77
- 7º ai Bislett Games ( Oslo), miglio - 3'53"67
- 5º alla Weltklasse Zürich ( Zurigo), 1500 m piani - 3'34"40
- Argento al Bauhaus-Galan ( Stoccolma), 1500 m piani - 3'35"10

1983
- 7º al Memorial Van Damme ( Bruxelles), 3000 m piani - 7'46"30
- Argento al Golden Gala ( Roma), miglio - 3'51"83
- Argento alla Weltklasse Zürich ( Zurigo), 1500 m piani - 3'32"97
- Oro all'Athletissima ( Losanna), 1500 m piani - 3'35"22
- 4º al Bauhaus-Galan ( Stoccolma), 1500 m piani - 3'37"23

1984
- Bronzo alla Weltklasse Zürich ( Zurigo), 1500 m piani - 3'33"64
- Argento al Bauhaus-Galan ( Stoccolma), 1500 m piani - 3'36"03
- Argento al Golden Gala ( Roma), 1500 m piani - 3'37"69

1985
- Oro alla Weltklasse Zürich ( Zurigo), 1500 m piani - 3'31"75
- Bronzo all'ISTAF Berlin ( Berlino), 1500 m piani - 3'33"04
- 6º al Memorial Van Damme ( Bruxelles), 1500 m piani - 3'34"91
- 4º al Golden Gala ( Roma), 1500 m piani - 3'37"08

1986
- Argento alla Weltklasse Zürich ( Zurigo), 5000 m piani - 13'16"00
- 4º al Memorial Van Damme ( Bruxelles), 5000 m piani - 13'20"97
- Oro all'Athletissima ( Losanna), 3000 m piani - 7'50"10
- Oro alla BOclassic ( Bolzano) - 29'25"
- Bronzo al Giro Media Blenio ( Dongio) - 33'20"

1987
- 6º al Bauhaus-Galan ( Stoccolma), 3000 m piani - 7'48"15
- 5º all'Athletissima ( Losanna), 2000 m piani - 4'54"46

1988
- 9º al Memorial Van Damme ( Bruxelles), 5000 m piani - 13'32"64
- 11º all'Athletissima ( Losanna), 5000 m piani - 13'44"75
- 8º alla Weltklasse Zürich ( Zurigo), miglio - 3'57"00

1990
- 7º all'Athletissima ( Losanna), 5000 m piani - 13'38"26
- 17º alla Weltklasse Zürich ( Zurigo), 5000 m piani - 14'09"41
- 9º ai Bislett Games ( Oslo), 3000 m piani - 7'50"79

1991
- 18º al Bauhaus-Galan ( Stoccolma), 5000 m piani - 14'11"77
- 8º all'Athletissima ( Losanna), 1500 m piani - 3'42"20